# Arènes (métro de Toulouse)
Pour les articles homonymes, voir Arène (homonymie).
Cet article concerne la  station du métro de Toulouse. Pour la gare SNCF, voir Gare de Toulouse-Saint-Cyprien-Arènes.
Arènes est une station de la ligne A du métro de Toulouse. Elle est située dans le quartier des Arènes de Toulouse, au niveau de la place Agapito-Nadal, dans l'ouest du centre-ville de Toulouse. La station est ouverte en 1993, en tant que station de la première section de la  ligne A.
Gérée par Tisséo, elle est une composante d'un important pôle d'échanges multimodal. Elle est en correspondance avec : les trains de la gare de Toulouse-Saint-Cyprien-Arènes ; les trains de la ligne C du réseau de transports en commun de Toulouse ; le tramway de Toulouse, arrêt desservi par la ligne T1 ; et une gare routière, desservie par de nombreux bus Tisséo et des cars du Réseau liO Arc-en-Ciel. Dans cette environnement, deux parcs relais incitent à prendre les transports en commun.

## Situation sur le réseau

Plan de la ligne A du métro de Toulouse

Établie en souterrain, la station Arènes est établie sur la ligne A du métro de Toulouse. Elle est située entre la station Fontaine-Lestang, en direction de la station terminus sud-ouest Basso-Cambo, et la station Patte d'Oie, en direction de la station terminus nord-est Balma – Gramont.

## Histoire
En 1901, le site de la future station est déjà un carrefour : il est sur le chemin de Cugnaux, qui passe par le hameau de Saint-Simon, situé à huit kilomètres de Toulouse Saint-Cyprien.
La station Arènes est mise en service le 26 juin 1993, lors de l'ouverture à l'exploitation de la première section, longue de 10 kilomètres entre ses terminus Basso-Cambo et Jolimont, de la ligne A du métro de Toulouse. Elle dispose d'une longueur opérationnelle des quais, de 52 m, déjà prévue pour l'accueil de rames deux fois plus longue que celles de 26 m utilisées lors de cette ouverture,.
Le 11 décembre 2010 elle entre en correspondance avec la ligne T1 du tramway lors de la création d'un terminus à proximité . Le terminus de la ligne du tramway devient un arrêt de passage lors d'un prolongement de la ligne le 20 décembre 2013. Elle a également été en correspondance avec la ligne T2 entre le 11 avril 2015 et le 4 juin 2023.
En 2016, elle a enregistré 5 994 848 validations, ce qui la classe à la 2e place, des stations de la ligne A. Elle représente alors 10 % du trafic de la ligne.
Lors des chantiers, réalisés entre 2017 et 2019, dans le cadre de la mise en service de rames de 52 m de long sur ligne A. La station Arènes, déjà équipée pour cette modification lors de sa construction, ne nécessite qu'une « extension système ». Les rames, pouvant accueillir 320 passagers débutent leur service le 10 janvier 2020,.

## Services aux voyageurs

### Accès et accueil
La station est souterraine, sur trois niveaux : au premier niveau se trouvent les quais, le deuxième, niveau intermédiaire, permet la desserte des deux quais et le troisième niveau possède la salle des billets et les accès. Elle possède deux accès, situés côté sud, par différents escaliers, tunnels ou ascenseurs. Les quais comptent douze portes, ce qui leur permet d'accueillir des rames doubles, de quatre voitures, mesurant 52 m.

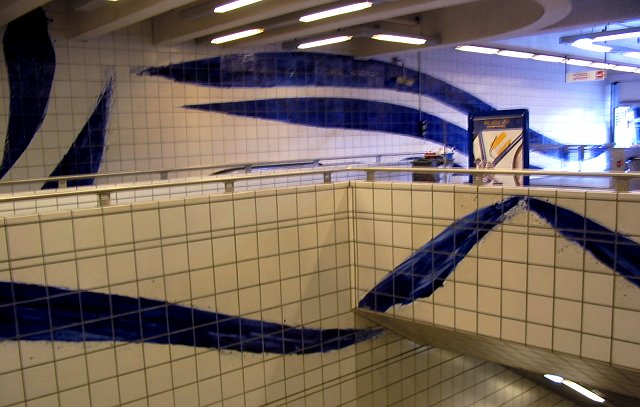
Hall intérieur de la station.

Les deux quais sont identiques pour leur accès aux sorties et sont équipés chacun d'un escalator, d'un ascenseur et d'un escalier. L'escalier passe par le niveau intermédiaire.
La salle des billets est équipée de douze tourniquets et de trois distributeurs de billets. Les portes de sortie donnent sur un parvis.
Le parvis au niveau de la sortie de métro dispose de deux commerces : un point SNCF et un point Tisséo. Il est également équipé d'un tunnel permettant de contourner par-dessous la ligne ferroviaire afin de rejoindre le côté nord, où se trouve la gare SNCF et la clinique pasteur.
La station est située dans le quartier des Arènes, entre le boulevard Gabriel-Koenigs (à l'est), la rue du Onze-Novembre-1918 (à l'ouest), la place Agapito-Nadal (au nord) et le lycée des Arènes (au sud). Ce site se repère facilement par la présence à proximité du bâtiment Le Cristalconnu sous l’appellation commune Barre des Arènes, qui par ses dimensions de 51,50 m en hauteur pour 230 mètres en longueur dépasse les bâtiments avoisinants depuis sa construction en 1961.
Une salle d'attente est située au-dessus de la station de métro, côté nord.
L'ensemble architectural du forum des Arènes (intégrant entre autres la station de métro, la gare ferroviaire, la gare de bus et le parc relais Arènes 1) a été réalisé par Architecture-Studio. L'œuvre de la station de métro, composée de vagues bleues apposées aux parois, est quant à elle signée de l'artiste Olivier Debré.

### Desserte
Comme sur le reste du métro toulousain, le premier départ des terminus est à 5h15, le dernier départ est à 0h du dimanche au jeudi et à 3h le vendredi et samedi.

Installations et desserte
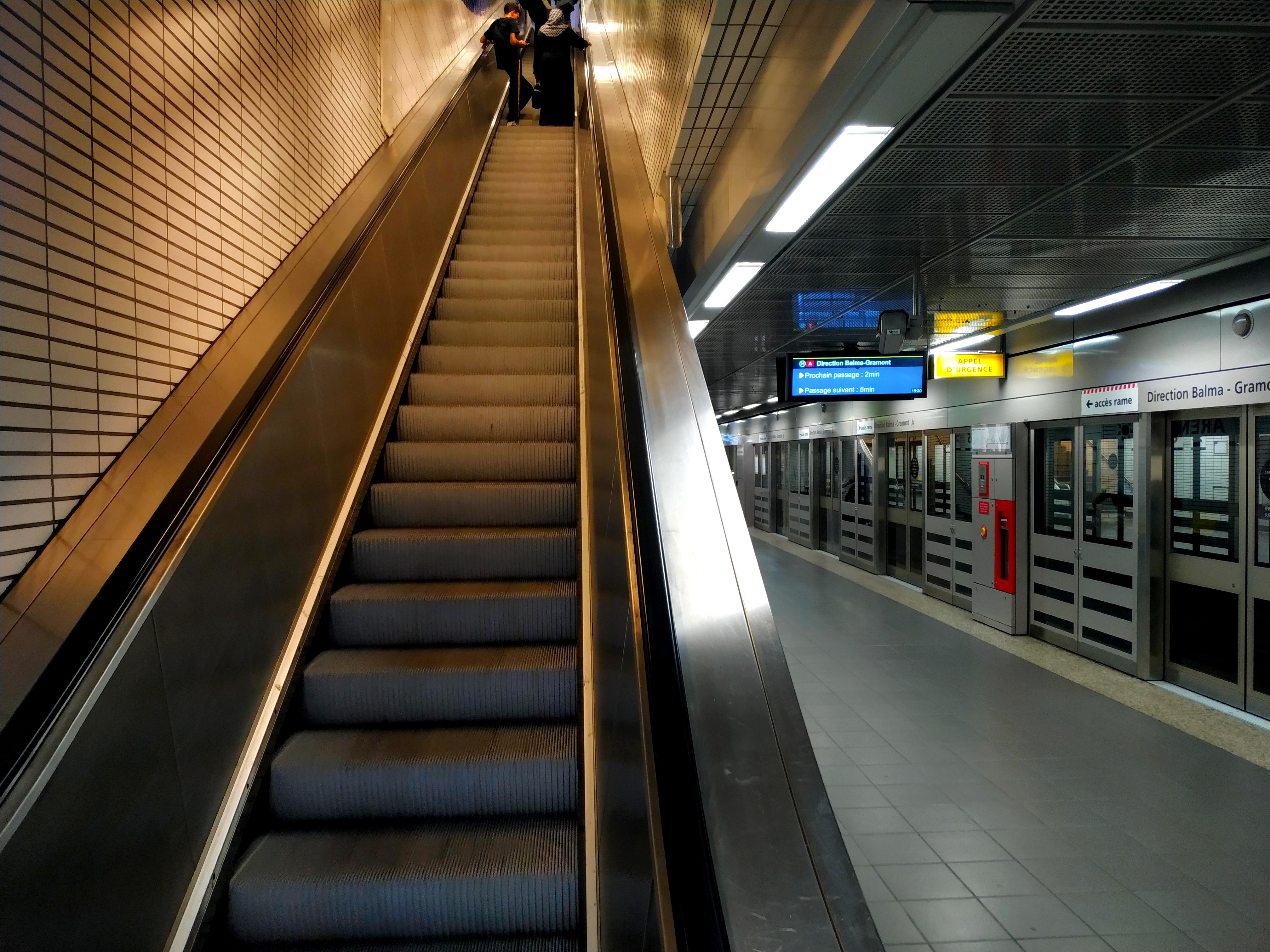
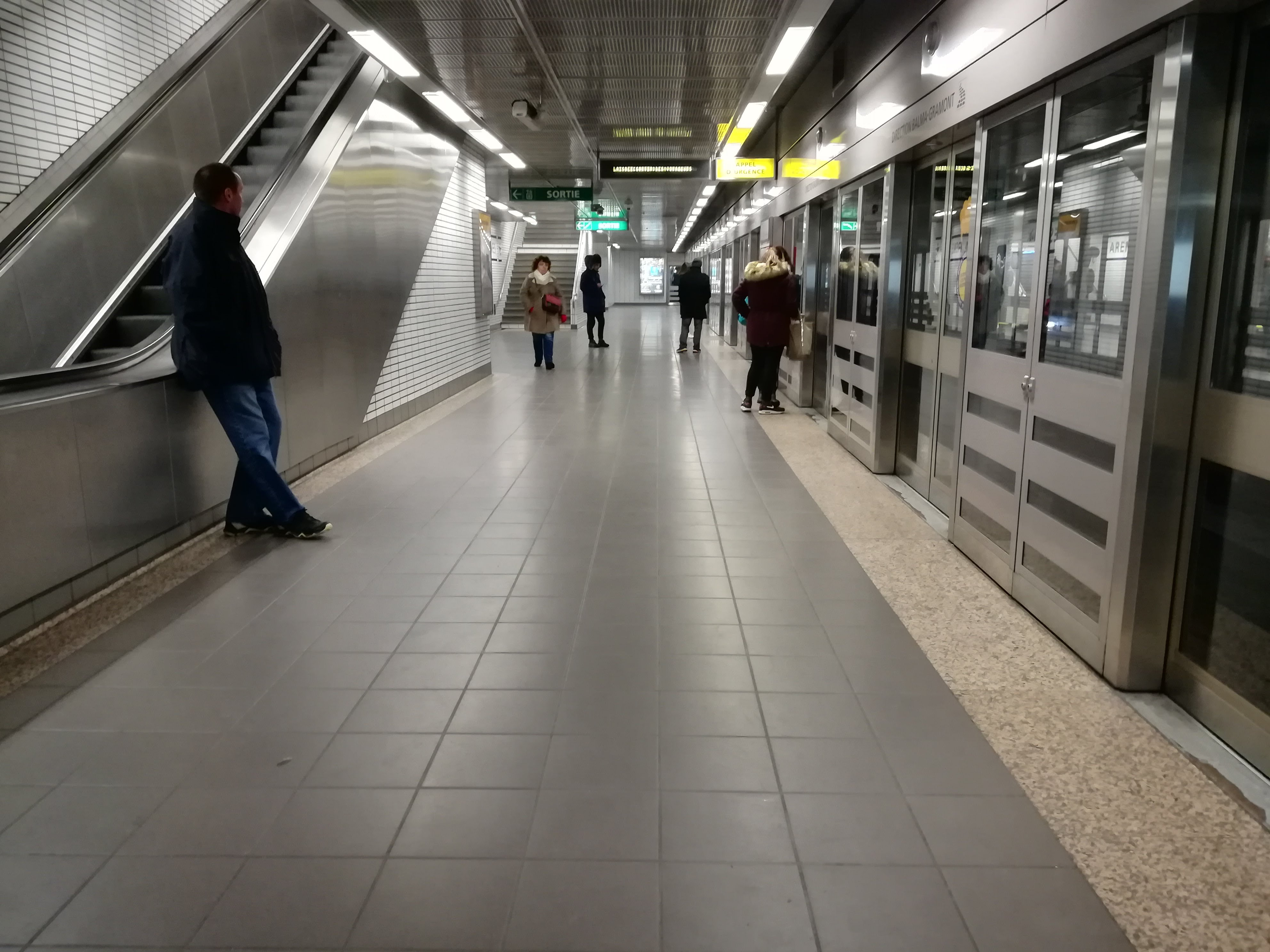
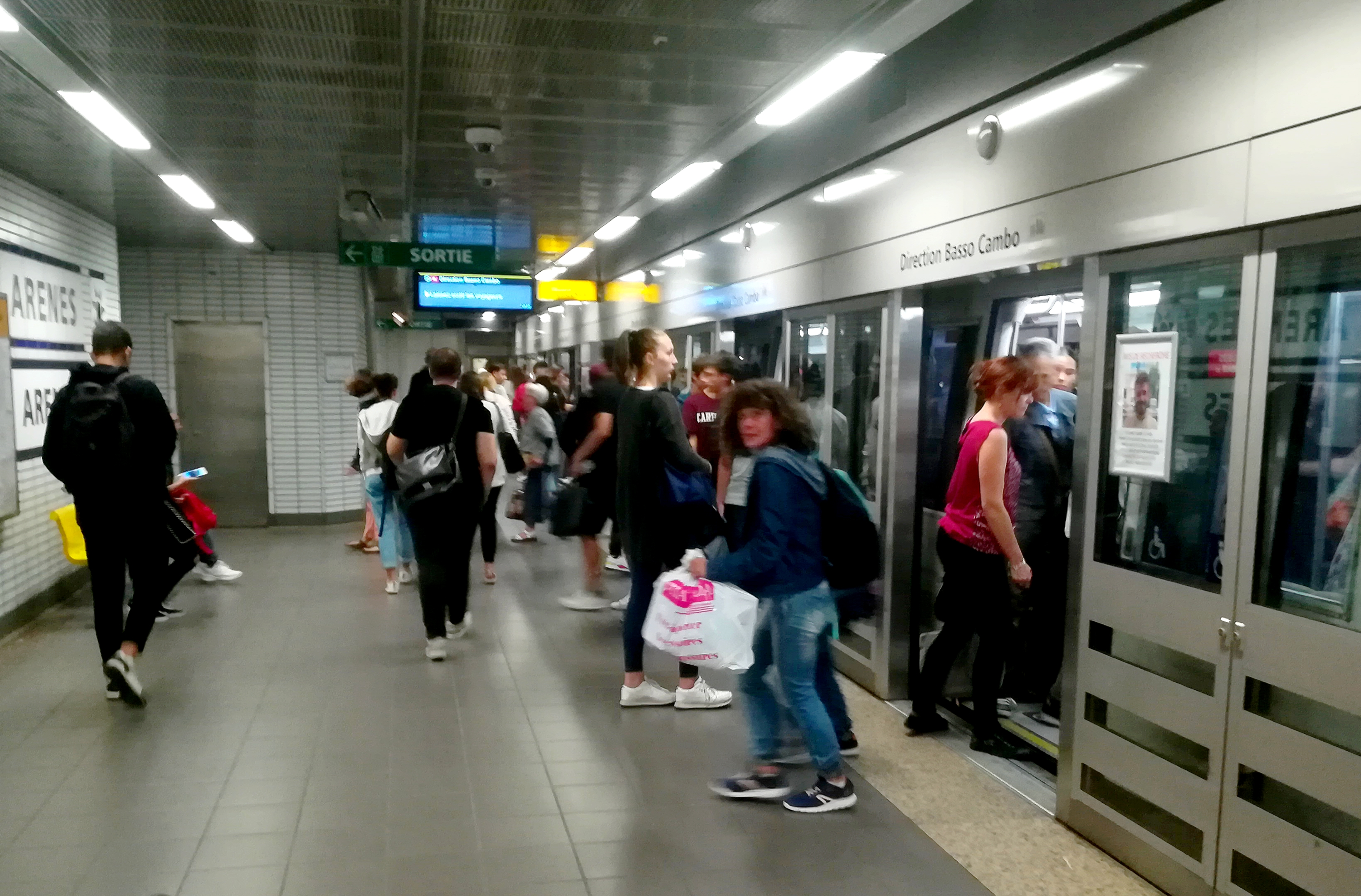

### Intermodalité

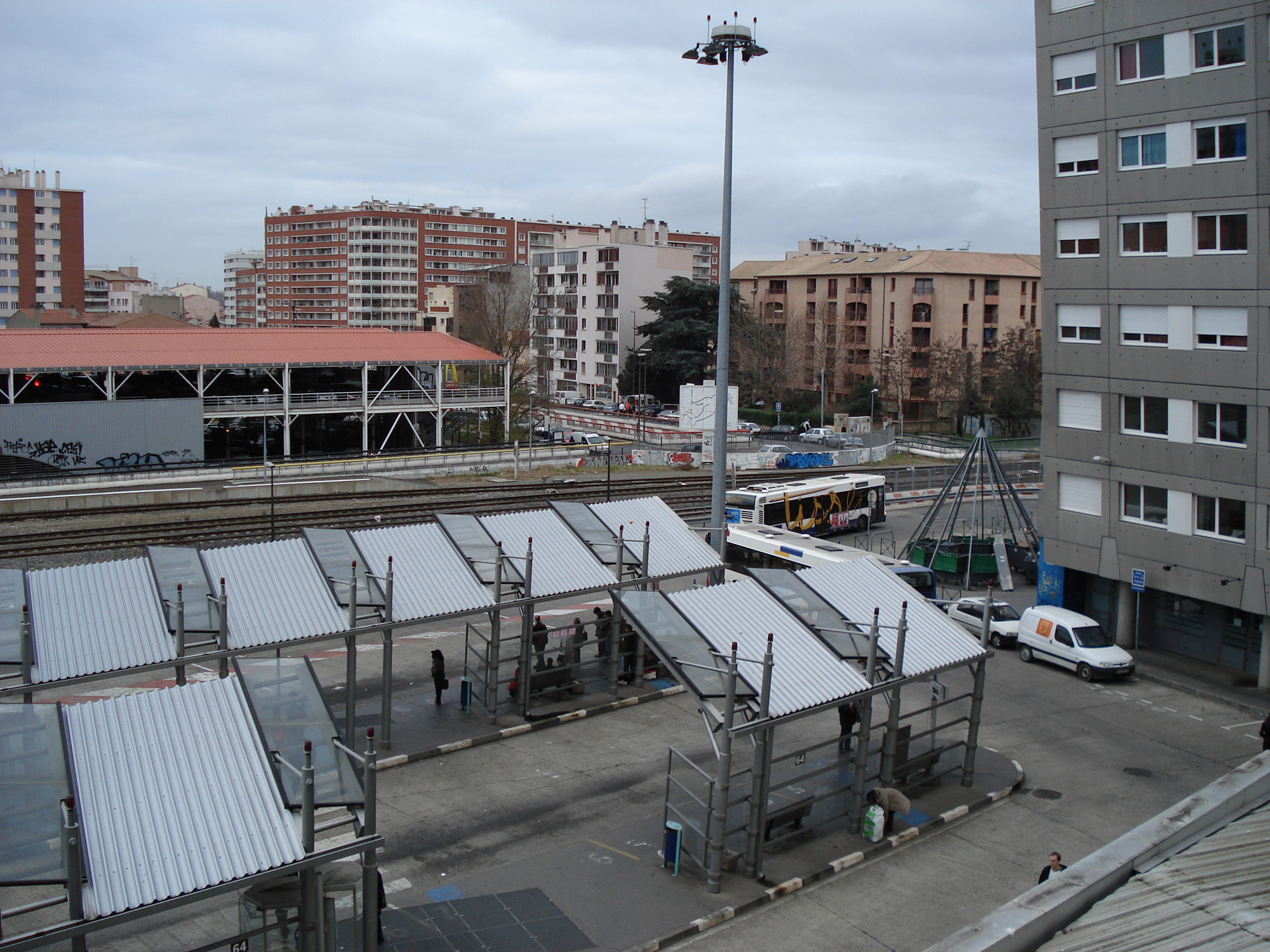
La gare routière en 2007 au premier plan, le quai du bus L3, au deuxième plan, le quai des bus 14, 34 et 67, les voies de la gare ferroviaire se trouvent juste derrière, en milieu d'image.

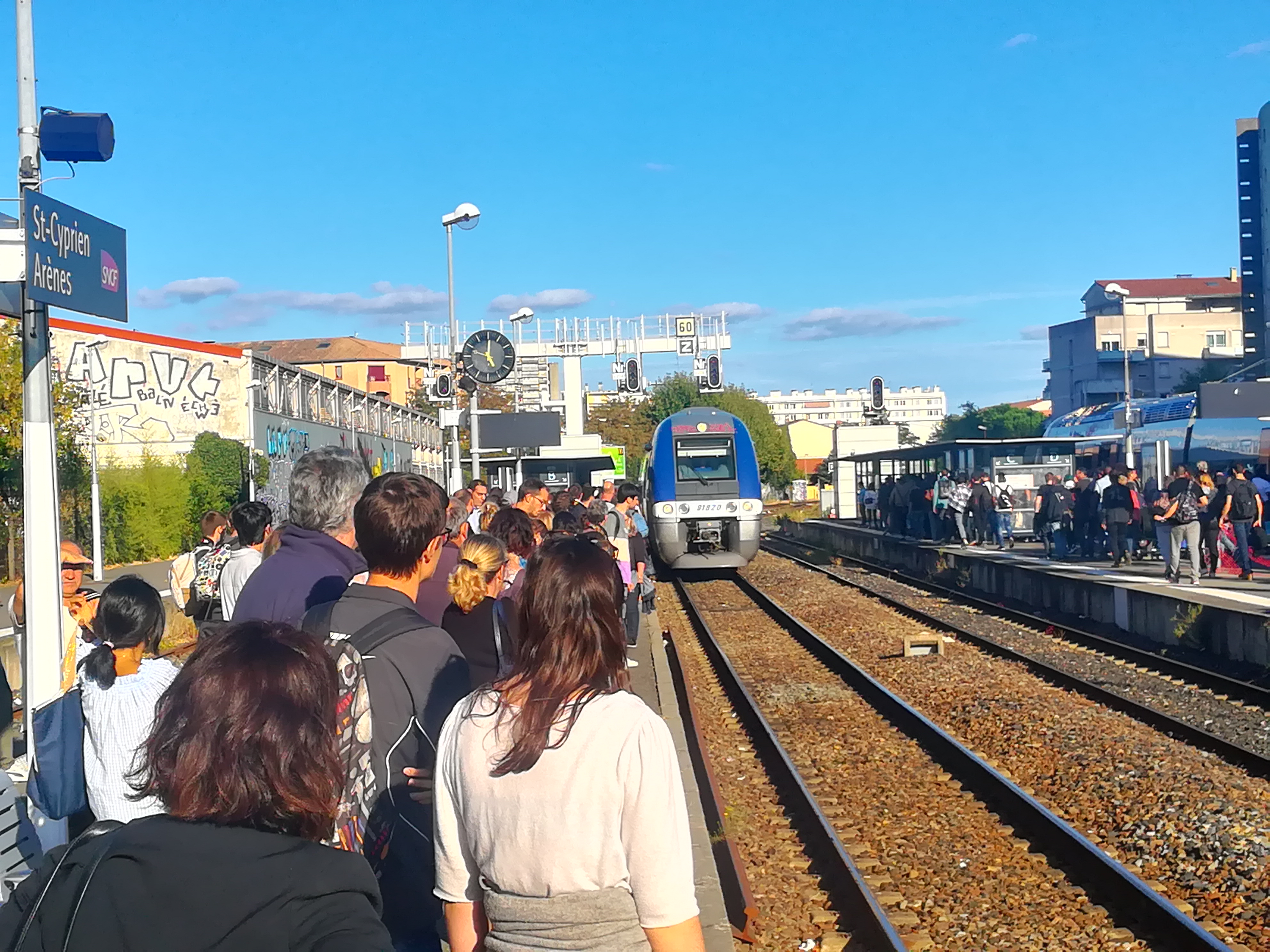
La gare des Arènes à l'heure de pointe.

La station est en correspondance avec plusieurs autres modes de transports, tous situés en surface, formant le pôle multimodal des Arènes, dont la gare SNCF de Toulouse-Saint-Cyprien-Arènes, autrefois nommée Toulouse-Saint-Cyprien, une station de tramway, une gare routière et deux parcs relais.La gare SNCF est desservie par des trains TER Occitanie de la liaison no 21 (Toulouse - Colomiers - Auch) dont une portion de cette ligne (entre les stations Arènes et Colomiers), nommée ligne C, est accessible avec un titre de transport Tisséo.
La station de tramway anciennement terminus de la ligne T1 reliant Beauzelle, Blagnac et Toulouse, compte trois voies et est desservie par la ligne T1.
Les quais de la gare routière, qui se trouvent un niveau au-dessus du parvis de la station de métro, sont divisés en deux parties :
- la partie nord, desservie par les lignes L2, 46, 65 et 67 ;
- la partie sud, desservie par les lignes 14 et 34.

La station est également desservie par la ligne 305 du réseau de cars interurbains départemental de la Haute-Garonne, le réseau Arc-en-Ciel (devenu LiO).
Les parkings « Arènes 1 » et « Arènes 2 », situés à l'ouest, offrent 605 places de stationnement. Partiellement souterrains, ils sont accessibles gratuitement aux utilisateurs du réseau Tisséo (l'entrée est libre mais la sortie se fait sur présentation du titre de transport) ainsi qu'un parc pour vélos.

## À proximité
A proximité du Métro Arènes on peut trouver la Clinique Pasteur, le Lycée des Arènes, la Clinique Ambroise-Paré, les Restaurants du cœur, les stations VélôToulouse no 140 (Émile-Mâle) et no 139 (Barrière-de-Lombez), un supermarché Casino La Cépière et un supermarché Carrefour Market Barrière de Lombez.